# Ballon d’Or 2017

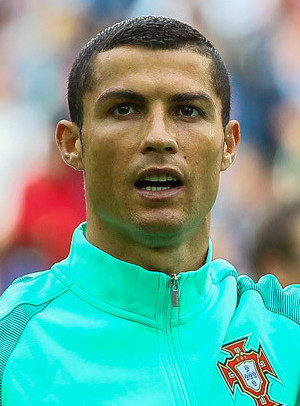
Cristiano Ronaldo (2017) gewann seinen 5. Ballon d’Or und schloss damit zu Lionel Messi auf

Der 62. Ballon d’Or (französisch für Goldener Ball) wurde nach 2016 zum zweiten Mal wieder in Eigenregie von der Zeitschrift France Football verliehen und kürte den „Weltfußballer des Jahres“. Der Ballon d’Or ist nicht identisch mit der von der FIFA seit 1991 vergebenen Auszeichnung FIFA-Weltfußballer des Jahres.
Am 9. Oktober 2017 wurden die Namen der 30 Kandidaten veröffentlicht. Die Bekanntgabe des Gewinners und die Siegerehrung fanden am 7. Dezember 2017 im Eiffelturm statt.

## Abstimmungsmodus
Verliehen wurde der Preis von einer Jury aus 176 Fachjournalisten aus ebenso vielen Ländern. Diese konnten jeweils eine Punktzahl von 6, 4, 3, 2 oder 1 an fünf Spieler aus der Vorauswahlliste vergeben.

## Ergebnis
Cristiano Ronaldo gewann seinen fünften Ballon d’Or und zog damit mit Lionel Messi gleich.
| Platz | Spieler                   | Nationalität            | Verein 2017                        | Punkte |
| ----- | ------------------------- | ----------------------- | ---------------------------------- | ------ |
| 1.    | Cristiano Ronaldo         | Portugal                | Real Madrid                        | 946    |
| 2.    | Lionel Messi              | Argentinien             | FC Barcelona                       | 670    |
| 3.    | Neymar                    | Brasilien               | FC Barcelona / Paris Saint-Germain | 361    |
| 4.    | Gianluigi Buffon          | Italien                 | Juventus Turin                     | 221    |
| 5.    | Luka Modrić               | Kroatien                | Real Madrid                        | 84     |
| 6.    | Sergio Ramos              | Spanien                 | Real Madrid                        | 71     |
| 7.    | Kylian Mbappé             | Frankreich              | AS Monaco / Paris Saint-Germain    | 48     |
| 8.    | N’Golo Kanté              | Frankreich              | FC Chelsea                         | 47     |
| 9.    | Robert Lewandowski        | Polen                   | FC Bayern München                  | 45     |
| 10.   | Harry Kane                | England                 | Tottenham Hotspur                  | 36     |
| 11.   | Edinson Cavani            | Uruguay                 | Paris Saint-Germain                | 32     |
| 12.   | Isco                      | Spanien                 | Real Madrid                        | 28     |
| 13.   | Luis Suárez               | Uruguay                 | FC Barcelona                       | 27     |
| 14.   | Kevin De Bruyne           | Belgien                 | Manchester City                    | 25     |
| 15.   | Paulo Dybala              | Argentinien             | Juventus Turin                     | 23     |
| 16.   | Marcelo                   | Brasilien               | Real Madrid                        | 21     |
| 17.   | Toni Kroos                | Deutschland             | Real Madrid                        | 20     |
| 18.   | Antoine Griezmann         | Frankreich              | Atlético Madrid                    | 17     |
| 19.   | Eden Hazard               | Belgien                 | FC Chelsea                         | 16     |
| 20.   | David de Gea              | Spanien                 | Manchester United                  | 15     |
| 21.   | Pierre-Emerick Aubameyang | Gabun                   | Borussia Dortmund                  | 14     |
| 21.   | Leonardo Bonucci          | Italien                 | Juventus Turin / AC Mailand        | 14     |
| 23.   | Sadio Mané                | Senegal                 | FC Liverpool                       | 10     |
| 24.   | Falcao                    | Kolumbien               | AS Monaco                          | 9      |
| 25.   | Karim Benzema             | Frankreich              | Real Madrid                        | 7      |
| 26.   | Jan Oblak                 | Slowenien               | Atlético Madrid                    | 4      |
| 27.   | Mats Hummels              | Deutschland             | FC Bayern München                  | 3      |
| 28.   | Edin Džeko                | Bosnien und Herzegowina | AS Rom                             | 2      |
| 29.   | Philippe Coutinho         | Brasilien               | FC Liverpool                       | 0      |
| 29.   | Dries Mertens             | Belgien                 | SSC Neapel                         | 0      |

Der diesjährige Gesamtsieger Cristiano Ronaldo erhielt von 133 Abstimmenden (entsprechend 75,6 %) die Höchstpunktzahl; lediglich bei den Journalisten aus Sri Lanka und Tadschikistan fand er überhaupt keine Berücksichtigung. Lionel Messi wurde 34-mal auf den ersten Rang gesetzt, Neymar zweimal und je einmal Aubameyang, Bonucci, Buffon, Kane, Kanté, Modrić und Sergio Ramos.
Vier Juroren hatten die fünf Bestplatzierten in exakt der vorstehenden Reihenfolge auf ihrem Stimmzettel stehen; das waren die Journalisten aus Angola, dem Kosovo, Thailand und Sierra Leone. Bei weiteren acht Voten fanden sich Ronaldo, Messi, Neymar, Buffon und Modrić in abweichender Reihenfolge wieder: Andorra, Costa Rica, England, Griechenland, Haiti, Japan, Kuba und der Tschechischen Republik, von denen Andorra und Kuba als einzige Messi – und nicht Ronaldo – auf Rang 1 gesetzt hatten.
Aus den deutschsprachigen Ländern wurden folgende Voten abgegeben:
- Deutschland (Karl-Heinz Wild, Kicker Sportmagazin): Ronaldo – Neymar – Messi – Kroos – Lewandowski
- Österreich (Walter Kowatsch-Schwarz, freier Journalist): Ronaldo – Messi – Buffon – Neymar – Mbappé
- Schweiz (Christophe Cerf, Radio Télévision Suisse): Ronaldo – Cavani – Kanté – Modrić – Buffon
- Luxemburg (Didier Hiegel, wort.lu): Ronaldo – Messi – Ramos – Buffon – Lewandowski
- Liechtenstein (Ernst Hasler, Liechtensteiner Vaterland): Ronaldo – Modrić – Bonucci – Mbappé – Isco